# Jumpei Obata
Jumpei Obata (小幡 純平 Obata Jumpei?), född 13 december 1988 i Tokyo prefektur, är en japansk fotbollsspelare.
Obata började sin karriär 2011 i Mito HollyHock. 2012 flyttade han till FC Ryukyu. Han spelade 121 ligamatcher för klubben. 2016 flyttade han till ReinMeer Aomori.